# جودرون بورفيتز
جودرون بورفيتز (بالألمانية: Gudrun Margarete Elfriede Emma Anna Burwitz )‏ (و. 1929 – 2018 م) هي خياطة، وأمينة سر، من ألمانيا، ولدت في ميونخ، شاركت في رابطة الفتيات الألمانية، توفيت عن عمر يناهز 89 عاماً.